# Famille de Crane
La famille de Crane d'Heysselaer (olim de Crane) est une famille subsistante de la noblesse belge originaire de Wetteren dont l'ancienneté prouvée remonte à 1581. Elle fut reconnue noble en 1932 sur justification de possession de noblesse avant 1795.

## Historique
L'ascendance en ligne agnatique de la famille subsistante de Crane est prouvée jusqu'en 1581, date à laquelle fut mentionné Hendrik de Crane dans un acte de partage de terres sises à Wetteren.
Hendrik était le fils de Willem de Crane et de Livine Bockaerts.
En 1927, cette famille adjoignit à son nom celui d'Heysselaer. Par diplôme du 7 novembre 1932 du roi des Belges en faveur de Charles Alexandre Marie et Jean Léonce Ange Marie de Crane d'Heysselaer, elle obtint une reconnaissance de noblesse sur justification de  possession d'état de noblesse avant 1795,. Une seconde reconnaissance de noblesse eut lieu en 1938 et, en 1975, elle obtint concession d'un titre de chevalier transmissible par ordre de primogéniture masculine.

## Membres notables
- Gérard de Crane († 1641) : petit-fils d'Hendrik sus-mentionné, échevin de Gand[1] ;
- Pierre de Crane († 1657), capitaine puis bourgmestre de Grammont en 1657[4] ;
- Michel de Crane, fils du précédent, seigneur de Wyngaerde[4] ;
- François-Joseph de Crane (° 1705), écuyer, cornette de dragons dans le régiment de Ligne[5] ;
- Charles-Alexandre-Marie de Crane d'Heysselaer (° 1897), chef d'entreprise[3], volontaire de guerre 1914-18, officier de l'ordre de Léopold avec glaives, officier de l'ordre de la Couronne, officier de l'ordre de Léopold II avec glaives, obtint reconnaissance de noblesse le 7 novembre 1932[6] et concession du titre de chevalier transmissible à la primogéniture mâle le 12 septembre 1975[7] ;
- Jean-Léonce-Ange-Marie de Crane d'Heysselaer (° 1900), frère du précédent, chef d'entreprise[3], volontaire de guerre 1914-1918, officier de l'ordre de Léopold II, chevalier de l'ordre de la Couronne, croix de guerre, obtint reconnaissance de noblesse le 7 novembre 1932[8] ;
- Eléonore-Léonie-Marie-Françoise-de-Sales-Josèphe de Crane, obtint reconnaissance de noblesse le 25 juillet 1938, épouse du baron Jean-Baptiste-Joseph-Frédégand-Alphonse-Marie Cogels (fils de Frédégand Cogels)[3]

## Armes
De gueule à la grue d'or sur une terrasse de sinople et tenant dans sa patte dextre une vigilance d'argent.

## Généalogie
La généalogie ci-dessous est établie d'après les travaux du Baron Frédégand Cogels, Généalogie de la famille de Crane, actuellement de Crane d'Heysselaer, 1985, page 10 et suivantes :
I. Guillaume (Willem) de Crane né vers 1495, épouse vers 1520 Livine Bockaerts (ou Bockaerten), ils eurent:
1. Henri qui suit
2. Christophe de Crane époux de Catherine 'S Conincx, fille de Bauduin dont descendance nombreuse, semble-t-il, à Zaffelaere.
II. Henri de Crane né vers 1525 mort à Wetteren en 1581, épousa vers 1550 Anthonyne van Waes fille de Gérard et de Livine van der Plaesten, petite-fille de Gilles van Waes. Ils eurent :
1. Gérard, qui suit
2. trois filles
III. Gérard I de Crane né vers 1550, décédé vers 1595 épouse Jonkvrouwe Jacquemijne de Scheppere fille de gérard et de Jossine Grenuut, dame d'Axelwalle. Celle-ci fille de Willem G. et de Leybaert; elle était veuve de Gilles van de Vijvere. Ils n'eurent qu'un enfant Gérard qui suit :
IV. Gérard II de Crane, né avant 1595 et Echevin des Parchons à Gand en 1624-1633 et de la Keure en 1631, décédé à Gand le 2 août 1641. Propriétaire d'un château à Oostakker. Il épouse Isabelle Moens vers 1615, décédée le 23 septembre 1633. Ils eurent cinq héritiers qui suivent :
1. Pierre de Crane, né à Gand Saint-Jacques en avril 1616, écuyer, seigneur de Weyngaerde, capitaine du Roi en Espagne en 1642 et aux Pays-Bas au régiment du colonel Stoppelaere en 1652 puis Bourgmestre de Grammont, il y est décédé le 8 septembre 1666 et fut inhumé à l'église Saint Bartholomé.
Il épouse en premières noces Catherine Snouck décédée à Deftingen le 4 septembre 1650, fille de Jacques et d'Anne de Vos.
Il épouse en secondes noces Françoise Bette, fille de Jean et de Jeanne de Vos. Le contrat notarial est du 4 février 1651.
Il eut du premier lit :
1. Pierre de Crane, baptisé à Saint-Bavon à Gand le 28 août 1644
2. Michel de Crané, seigneur de Weyngaerde, baptisé à Saint-Bavon à Gand le 7 juin 1646, échevin et bourgmestre à Grammont de 1674 à 1704.
Il épouse en premières noces Marie-Caroline Colins, veuve de Pierre Colins, décédée le 12 janvier 1679, fille de Josse, seigneur de Bouchaute et de Marie de Herzelles.
Il épouse en deuxièmes noces le 7 janvier 1680 Marie-Christine Vergust, morte le 10 du même mois.
Il épouse en troisièmes noces Julienne van Puthem, fille de Jean-François, chevalier.
Il épouse en quatrièmes noces Anne-François Vilain (XIIII) décédée à Audenarde le 21 août 1733 ayant survécu à son mari, fille de Jean-François, seigneur de Dompel et d'Anne Catherine Houtman.
De ces mariages sont issus :
a. Françoise de Crane, baptisée à Grammont le 19 mai 1674
b. Marie de Crane, religieuse
c. Pierre-François de Crane, sans descendance
d. Gertrude-Anne de Crane, religieuse à l'hôpital riche à Gand, elle y est décédée le 1er mars 1745.
Du quatrième lit est issu ;
e. Aldegonde-Barbe-Unofroide de Crane, décédée en 1726, épouse de Charles-François van der Meeren, seigneur de Cranevelde et Carhiers, bourgmestre d'Audenaerde, décédé le 15 mars 1733, fils d'Emmanuel et de Marie fille du chevalier Ballet et de Madeleine de Beer. Ce dernier épouse en secondes noces Marguerite de Marnix.
3. Anne-Françoise de Crane, baptisée à Deftingen le 17 août 1650, religieuse
4. Paul de Crane, religieux aux Grands Carmes
Il eut du second lit : 
5. Guillaume-Jacques de Crane baptisé à Deftingen le 17 avril 1653
6. Jeanne-Marie de Crane, baptisée à Deftingen le 16 août 1655 et y décédée le 20 du même mois.
2. Jean-Baptiste de Crane baptisé à Gand Saint-Jacques le 18 décembre 1617, inhumé en l'église d'Oostacker le 1er mai 1691, avocat au Conseil de Flandre, il épouse à Oostacker le 29 juin 1648 Anne Telliers. Ils eurent:
1. Jeanne-Marie de Crane, baptisée à Saint-Michel à Gand le 30 novembre 1646, épousa à Oostacker, le 29 août 1671 Laurent van den Dendere fils de Jean et de Hélène van Labeke. Par suite d'absence, depuis sept ans, Laurent van Dendere fut considéré comme mort le 4 juin 1693.
2. Bernard-Jean de Crane
3. Marie-Anne de Crane
4. Anne-Françoise de Crane
5. Pierre-Liévin de Crane
1. Alexandre-Léopold de Crane
2. Windeline de Crane
3. Marie-Anne-Joséphine de Crane
4. Bernard-Henri de Crane
3. Jacques de Crane, qui suit
4. Anne de Crane, épouse de Frans van de Vyvere, née à Gand Saint-Jacques en octobre 1624
5. Marie de Crane épouse à Gand le 30 septembre 1632 louis le Begge (Lebêgue), décédée en 1638.
V. Jacques de Crane baptisé à Gand Saint-Jacques le 19 décembre 1622
1. Marie-Jossine de Crane
2. Catherine-Françoise de Crane
3. Jean-Baptiste de Crane
4. Isabelle-Claire de Crane
5. Livine-Corneille de Crane
6. Louis de Crane
a. Elisabeth-Rose de Crane
b. Marie-Madeleine de Crane
c. Livine de Crane
d. Frédéric-Louis-Gabriel de Crane
e. Antoine-François de Crane
7. Barbe-Laurence de Crane
8. Jacques-Félix, qui suit
VI. Jacques-Félix de Crane

## Alliances
Les principales alliances de la famille de Crane sont : Moreau de Bellaing, Storms, Cogels (1909), de Bellefroid (1922), van den Bosch (1924), Dresse (1948), Janne d'Othée (1948), Cruysmans (1948), Jonnart (1951), Claeys (1952), Vincentelli (1954), de Clerck, van Hoorebeke, van Rijckevorsel, de Decker de Brandeken, Bodard, de Massol de Rebetz, etc.

## Pour approfondir